# باور رينجرز (فلم)
باور رينجرز هو فيلم أبطال خارقين أميركي من إخراج دين إسرائيليت من المقرر عرضه يوم 24 مارس 2017 . يستند الفيلم على المسلسل الذي يحمل نفس الاسم، و الفيلم من بطولة داكر مونتغمري، نعومي سكوت، بيكي جي، ودي لين، بيل هادر، براين كرانستون وإليزابيث بانكس.

## القصة
تدور أحداث الفيلم حول مجموعة من أطفال المدارس الثانوية والذين غُرسَت فيهم قوى عظمى استثنائية وفريدة من نوعها، فيبدأوا تسخير قدراتهم تلك من أجل إنقاذ العالم.

## روابط خارجية
- مقالات تستعمل روابط فنية بلا صلة مع ويكي بيانات